# Kapolondougou
Kapolondougou is een gemeente (commune) in de regio Sikasso in Mali. De gemeente telt 14.700 inwoners (2009).
De gemeente bestaat uit de volgende plaatsen:
- Fantéréla
- Kaara
- Kokouna
- Molasso
- Monkonkoro
- Montonbougou
- N'Goloperèbougou
- N'Jikouna
- N'Kroula (hoofdplaats)
- N'Tiosso
- Nigoni
- Santani
- Tiagala
- Tièkorobougou
- Yéoulasso
- Zanana
- Zignébougou